# Kees Kooy
Cornelis (Kees) Kooy (Sneek, 6 juni 1917 - Doorn, 28 januari 1945) was een Nederlandse vlieger van de ML-KNIL die tijdens de Tweede Wereldoorlog gedetacheerd werd als vlieger bij het 322 Dutch Squadron RAF.
De moeder van Kees Kooy was op jonge leeftijd overleden, daarna woonde hij enkele jaren bij zijn grootmoeder in Duitsland terwijl zijn vier zusters bij andere gezinnen waren ondergebracht. Als carrière had hij de krijgsmacht in de overzeese gebiedsdelen voor ogen.

## Loopbaan
Toen de Tweede Wereldoorlog in Europa uitbrak deed Kooy de vliegopleiding van de Militaire Luchtvaart van het Koninklijk Nederlands-Indisch Leger (ML-KNIL) op vliegbasis Kalidjati op Java. Nadat op 3 en 5 februari 1942 Soerabaja door Japanse bommenwerpers werd aangevallen weken de vlieg- en waarnemerschool van de ML-KNIL en die van de Marineluchtvaartdienst (MLD) uit naar Australië uit angst voor de verwachte bezetting. In april 1942 werden deze overgeplaatst naar de Verenigde Staten. Kooy ging met de andere leerlingen en het personeel met de trein naar Melbourne en vandaar op 17 april met de S.S. Mariposa naar Amerika. Op 3 mei kwam de Mariposa in San Francisco aan. In twee lange Pullmantreinen werden de mannen naar Jackson, Mississippi vervoerd, alwaar in 1942 de Royal Netherlands Military Flying School werd opgericht.

Op 23 januari 1943 ontvingen Kooy en 29 andere leerlingen het felbegeerde vliegbrevet. Ze werden naar Engeland overgeplaatst en Kooy werd bij de RAF gedetacheerd. In september 1943 kwam hij bij het 322 Dutch Squadron RAF. Zijn eenheid werd overgeplaatst naar Hawkinge, vlak bij de Engelse zuidkust. Vanaf deze basis werden veel offensieve vluchten gemaakt.
Nadat het zuiden van Nederland bevrijd was, en vliegbasis Woensdrecht niet meer door de Duitsers werd gebruikt als Luftwaffe-basis, werd het 322 Dutch Squadron met een aantal Spitfire MkXVI jachtbommenwerpers op 3 januari 1945 naar Woensdrecht gestuurd. Het zou hun nieuwe thuishaven worden. Een van de piloten was Flight Sergeant Kees Kooy.
Hij had al ruim honderd vluchten gemaakt. Die maand maakte hij nog een aantal vluchten. Op 28 januari moest hij naar Doorn om Villa De Ruiterberg, waar de Duitsers in zaten, te vernietigen. Nog enkele Spitfires van 322 Squadron en 66 Squadron gingen mee. Hij vloog achter de Spitfire van Jan van Arkel aan, toen een van diens bommen te vroeg explodeerde. Kooy vloog in de explosie en stortte neer. Eerst werd hij als onbekende militair in Doorn begraven, later werd hij overgebracht naar ereveld Grebbeberg in Rhenen.